# 前渡東町
前渡東町（まえどひがしまち）は、岐阜県各務原市の地名。現行行政町名は前渡東町及び前渡東町一丁目から九丁目。

## 地理
各務原市の稲羽地区の東部（旧・前宮村）に属する。木曽川を挟んで愛知県に接する。
町域の東部は鵜沼朝日町、鵜沼大伊木町、西部は前渡北町、前渡西町、南部は前渡西町及び愛知県江南市、丹羽郡扶桑町、北部は鵜沼朝日町、前渡北町及び那加官有地無番地（岐阜基地）である。木曽川の愛岐大橋で江南市と結ばれている。
道路
- 県道95号芋島鵜沼線
- 県道17号江南関線
- 木曽川街道
- 稲羽本通り

## 歴史
この地域は江戸時代は美濃国各務郡前渡村。1889年（明治22年）に町村制施行に伴い村政施行し、各務郡前渡村が発足。1897年（明治30年）に若宮村と合併し、前宮村が発足し、前宮村の一部となる。
1955年（昭和30年）に稲葉郡更木村、前宮村、羽島郡中屋村が合併、稲羽町が発足すると稲羽町前度東町に改称。1963年（昭和38年）、蘇原町、鵜沼町、鵜沼町、稲羽町が合併し各務原市が発足すると、各務原市前渡東町となる。
1976年（昭和51年）3月12日、前渡東町の一部と前渡西町の一部をもって前渡北町を設置。同日に前渡東町の一部をもって前渡東町一丁目が成立。以降、前渡東町の区画整理が進められ、一丁目から九丁目が成立。

## 世帯数と人口
2024年（令和6年）10月1日現在の世帯数と人口は以下の通りである。
| 丁目           | 世帯数  | 人口    |
| -------------- | ------- | ------- |
| 前渡東町       | 4世帯   | 18人    |
| 前渡東町一丁目 | 54世帯  | 145人   |
| 前渡東町二丁目 | 51世帯  | 133人   |
| 前渡東町三丁目 | 68世帯  | 166人   |
| 前渡東町四丁目 | 115世帯 | 254人   |
| 前渡東町五丁目 | 19世帯  | 42人    |
| 前渡東町六丁目 | 31世帯  | 77人    |
| 前渡東町七丁目 | 51世帯  | 106人   |
| 前渡東町八丁目 | 163世帯 | 381人   |
| 前渡東町九丁目 | 44世帯  | 108人   |
| 計             | 600世帯 | 1,430人 |

## 小・中学校の学区
市立小・中学校に通う場合、学区は以下の通りとなる。尚、前渡東町の自治会は北島自治会、両内野自治会、長平自治会である。
| 番・番地等 | 小学校                 | 中学校               |
| ---------- | ---------------------- | -------------------- |
| 全域       | 各務原市立稲羽東小学校 | 各務原市立稲羽中学校 |

## 主な施設
- 前渡公園
- 桃林寺
- 儀宰院
- 市杵島神社
- 八幡神社
- 神明神社（前渡東町一丁目）
- 神明神社（前渡東町九丁目）
- 熊野神社
- 各務原バプテスト教会 - バプテスト教会（日本バプテスト連盟所属）
- 北島公民館
- 両内野公民館
- 岐阜プラスチック工業各務原工場
- 八幡ねじ各務原DC

## 交通
- 各務原市ふれあいバス稲羽線